# José Maicavares
José Vicente Maicavares (Monagas, Venezuela, 1 de noviembre de 1976) es un político venezolano, fue alcalde del Municipio Maturín en el periodo 2008-2013.

## Biografía
Es egresado del Instituto Pedagógico de Maturín (IPM) como profesor de Educación Física. Entre 2005 y 2008 fue concejal del municipio Maturín en representación del partido MIGATO. En 2008 fue elegido alcalde del municipio Maturín por el PSUV con el 60,97 % de los votos. Durante su periodo como alcalde realizó la recuperación del Mercado Municipal de Los Bloques; de un tramo de la Avenida Bolívar de Maturín, de 2012 a 2013, de la Redoma Juana La Avanzadora, en 2012, y de la Plaza del Estudiante, en 2013; la rehabilitación de la Plaza Rómulo Gallegos, Maturín en 2013, la recuperación del Parque Zoológico La Guaricha, de 2011 a 2012; la construcción de la segunda pasarela peatonal en la Avenida Alirio Ugarte Pelayo, en 2013, y la inauguración la primera pasarela peatonal en la Avenida Cruz Peraza, e impulsó la Misión Socialista Municipal “Bendición de Maturín”.
En agosto de 2013, anunció la creación de la “Misión Nacer en Maturín”, como inicio para la atención que deben recibir las jóvenes embarazada en el municipio Maturín.
En 2013 se postuló para la reelección como alcalde, pero perdió por estrecho margen frente al candidato de la Mesa de la Unidad Democrática Warner Jiménez.
El 6 de marzo de 2015 fue nombrado director del Instituto de Deporte del estado Monagas (INDEM) por la gobernadora del estado Monagas Yelitze Santaella. Anteriormente, había sido designado en febrero de ese año como Secretario del Poder Popular para los sectores estratégicos.